# Winnica (stacja kolejowa)
Winnica – dawna stacja kolejowa na wąskotorowej linii kolejowej Nasielsk Wąskotorowy – Pułtusk w Winnicy, w województwie mazowieckim, w Polsce.